# 尼亞姆茨縣
尼亞姆茨縣是羅馬尼亞東北部的一個縣。面積5,896平方公里，2011年時人口為470,766人，人口密度為每平方公里80人。首府皮亞特拉-尼亞姆茨。
下設2市、3镇、76鄉。